# Fotoclub
Een fotoclub is een vereniging of samenwerkingsverband, veelal van amateurfotografen.
De leden hebben fotografie als hobby, die voornamelijk in vrije tijd wordt beoefend.
Door het uitwisselen van kennis en ervaring en het tonen van elkaars werk, tracht men zich in de fotografie te bekwamen.
Er bestaan fotoclubs die vanuit een specifieke belangstelling (bijvoorbeeld natuurfotografie of architectuur) functioneren.
In Nederland zijn veel fotoclubs georganiseerd via de Fotobond. Het ledental kan zeer variëren, van enkele tot over de 100 leden. Volgens de peilingen van de Fotobond zijn er in Nederland ruim 7.200 amateur- of vrijetijdsfotografen, maar het aantal is in de praktijk beduidend hoger, omdat er ook fotogroepen op sociale media, zoals Facebook, opereren. Ook het Nivon kent een aantal fotowerkgroepen.
Er zijn ook een aantal online fotoclubs te vinden. Deze relatief nieuwe vorm van fotoclubs zorgt naast online activiteiten ook activiteiten op locatie. Vaak zijn er ook mogelijkheden voor fotogroepen om online aan te sluiten.